# Hochdorf (powiat Esslingen)
Hochdorf – miejscowość i gmina w Niemczech, w kraju związkowym Badenia-Wirtembergia, w rejencji Stuttgart, w regionie Stuttgart, w powiecie Esslingen, wchodzi w skład związku gmin Reichenbach an der Fils. Leży ok. 12 km na wschód od centrum Esslingen am Neckar, przy drodze krajowej B10.

## Demografia
| Rok  | Mieszkańcy |
| ---- | ---------- |
| 1961 | 2 422      |
| 1970 | 3 679      |
| 1987 | 4 037      |
| 2005 | 4 690      |

## Współpraca
Miejscowość partnerska:
- Hochdorf – dzielnica Blankenhain, Turyngia